# Zach Roerig

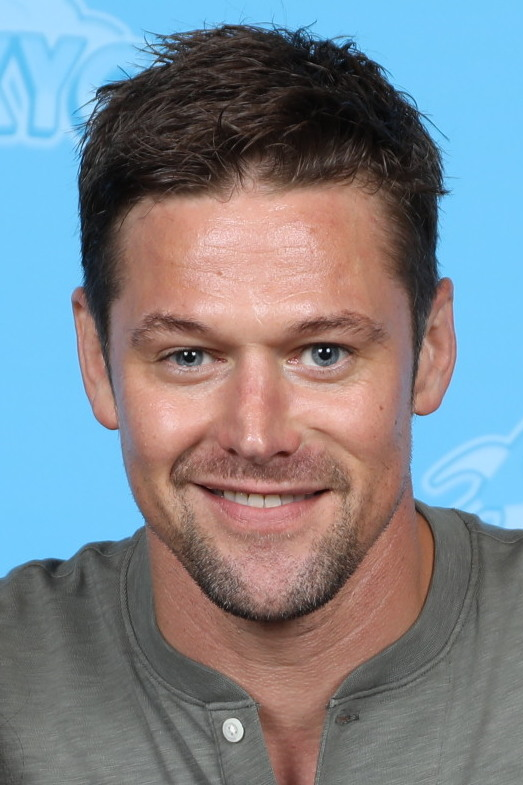
Zach Roerig (2023)

Zachary George „Zach“ Roerig (* 22. Februar 1985 in Montpelier, Ohio) ist ein US-amerikanischer Schauspieler.

## Leben
Zach Roerig wurde in Montpelier, Ohio, als Sohn von Andrea und Daniel Roerig geboren. Zach hat eine jüngere Schwester, die 1989 geboren wurde. Er absolvierte die Montpelier High School, an der er als Footballspieler aktiv war.
Von 2005 bis 2007 spielte er in über 270 Episoden der Seifenoper Jung und Leidenschaftlich – Wie das Leben so spielt die Figur des Casey Hughes. Nach seinem Ausscheiden übernahm Billy Magnussen die Rolle.
Von 2009 bis 2017 gehörte Roerig zur Hauptbesetzung der Fernsehserie Vampire Diaries. Dort lernte er auch Candice Accola kennen, mit der er bis Mitte 2012 liiert war. Im Juli 2013 wurde bekannt, dass Roerig eine im Januar 2011 geborene Tochter hat, für die er im September 2016 das alleinige Sorgerecht bekam, da die Mutter des Mädchens zu der Zeit im Gefängnis saß. Ab November 2016 war er in einer Beziehung mit der Schauspielerin Nathalie Kelley, die er 2016 am Set von Vampire Diaries kennengelernt hatte. Mittlerweile sind die beiden getrennt.

## Filmografie (Auswahl)
- 2004: Law & Order (Fernsehserie, Episode 15x09)
- 2005–2007: Jung und Leidenschaftlich – Wie das Leben so spielt (As the World turns, Fernsehserie, 274 Episoden)
- 2006: Reba (Fernsehserie, Episode 5x21)
- 2007: Liebe, Lüge, Leidenschaft (One Life to Live, Fernsehserie, 13 Episoden)
- 2008: Lange Beine, kurze Lügen und ein Fünkchen Wahrheit … (Assassination of a High School Presiden)
- 2008: Dear Me
- 2008–2009: Friday Night Lights (Fernsehserie, sechs Episoden)
- 2009–2017: Vampire Diaries (The Vampire Diaries, Fernsehserie, 128 Episoden)
- 2014: North & South – Die Schlacht bei New Market (Field of Lost Shoes)
- 2016: The Originals (Fernsehserie, Episode 3x17)
- 2017: Rings
- 2017: The Gifted (Fernsehserie, zwei Episoden)
- 2018: Legacies (Fernsehserie, zwei Episoden)
- 2019: Wage es nicht (Fernsehserie)
- 2019: The Last Full Measure
- 2019–2020: Dare Me (Fernsehserie, zehn Folgen)
- 2021: Köstliche Weihnachten (A Christmas to Savour) (Fernsehfilm)
- 2022: Step Up: High Water (Fernsehserie, sieben Folgen)
- 2023: Love in the Great Smoky Mountains: A National Park Romance (Fernsehfilm)